# Kalikidang
Kalikidang is een bestuurslaag in het regentschap Banyumas van de provincie Midden-Java, Indonesië. Kalikidang telt 4829 inwoners (volkstelling 2010).